# Новомиргородський районний краєзнавчий музей
Новоми́ргородський райо́нний краєзна́вчий музе́й — районний краєзнавчий музей у місті Новомиргороді Кіровоградської області, зібрання матеріалів та предметів з історії, культури та відомих осіб Новомиргородщини.

## Про музей
Ще за радянських часів краєзнавчий музей Новомиргорода розташовувався у Златополі, в приміщенні Миколаївської церкви.
Новомиргородський районний краєзнавчий музей був заснований рішенням Новомиргородської районної ради в 2003 році.
Станом на серпень 2013 року, музей розташований в колишньому єврейському приватному будинку початку XX століття в центрі міста за адресою: вул. Євгенія Присяжного, 55.
Кількість предметів основного фонду становить 1700 одиниць, а науково-допоміжного — 400 предметів.

## Відділи музею
Приміщення районного краєзнавчого музею має п'ять кімнат:
- Археологія;
- Українська світлиця;
- Кімната, присвячена борцю за незалежну Україну, відомому мостобудівнику Кожум'яці Степану Демидовичу;
- Письменники та художники Новомиргородщини;
- Кімната, присвячена героям Радянського Союзу, партизанам, підпільникам, фронтовикам та учасникам Другої світової війни;
- Кімната-музей воїнів-інтернаціоналістів.

## Галерея
|  |  |